# PAL Express
PAL Express, anteriormente Air Philippines y Airphil Express, es una aerolínea con base en la ciudad de Pásay en Filipinas. Se dedica a vuelos de cabotaje en el mercado de las compañías de bajos costes, uniendo Manila con la capital de Cebú como filial de Líneas Aéreas Filipinas (PAL). Su aeropuerto base es el Aeropuerto Internacional Ninoy Aquino, Manila.

## Incidentes y accidentes
- Vuelo 541 de Air Philippines (19 de abril de 2000): 131 muertos.

## Flota

### Flota Actual
La flota de la aerolínea está compuesta por las siguientes aeronaves, con una edad media de 8.1 años (octubre de 2021):
| Flota operada por PAL Express |             |         |          |                                       |                                       |                                       |                                       |                                       |                                       |
| Tipo de avión                 | En servicio | Órdenes | Opciones | Pasajeros                             | Pasajeros                             | Pasajeros                             | Pasajeros                             | Notas                                 |                                       |
| Tipo de avión                 | En servicio | Órdenes | Opciones | J                                     | W                                     | Y                                     | Total                                 | Notas                                 |                                       |
| Airbus A320-200               | 9           | —       | —        | 12                                    | —                                     | 144                                   | 156                                   |                                       |                                       |
| Airbus A321-200               | 4           | —       | —        | 12                                    | 18                                    | 169                                   | 199                                   |                                       |                                       |
| Dash 8-400                    | 14          | —       | —        |                                       | —                                     |                                       |                                       |                                       |                                       |
| Total                         | 27          | 0       | 0        | Última actualización: octubre de 2021 | Última actualización: octubre de 2021 | Última actualización: octubre de 2021 | Última actualización: octubre de 2021 | Última actualización: octubre de 2021 | Última actualización: octubre de 2021 |